# Monterrey
Monterrey liegt im Nordosten von Mexiko und ist die Hauptstadt des mexikanischen Bundesstaates Nuevo León. Die Stadt hatte 2010 etwa 1,2 Millionen Einwohner (2014), die Agglomeration, bezeichnet als Área Metropolitana de Monterrey (AMM), etwa 4,6 Millionen Einwohner (2017). Monterrey ist der Sitz einer römisch-katholischen Erzdiözese.

## Geographie

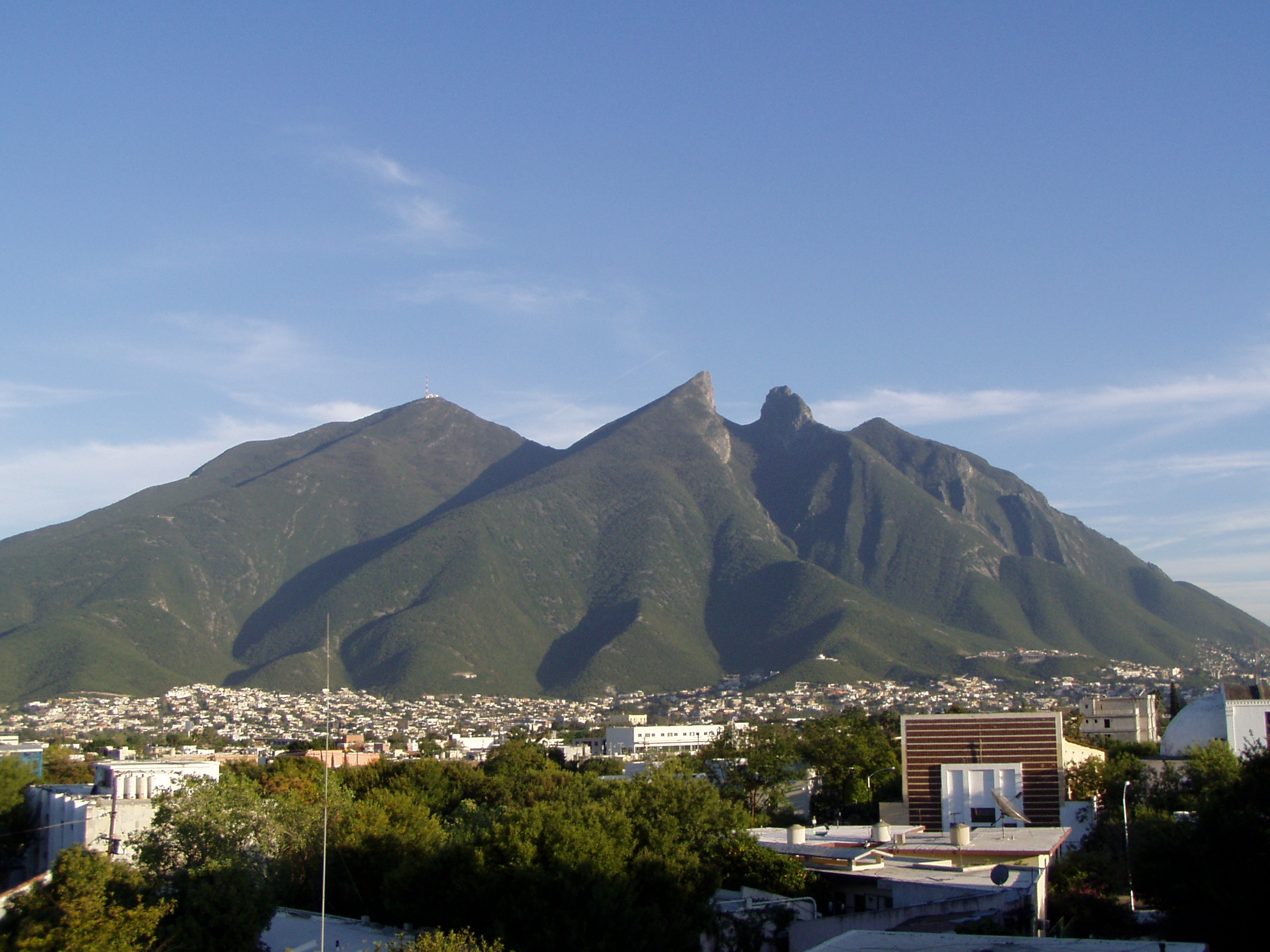
Der Cerro de la Silla in Monterrey

Monterrey liegt im mexikanischen Bundesstaat Nuevo León am meist ausgetrockneten Fluss Santa Catarina. Dieser teilt Gebiete der Metropolregion in zwei Bereiche (Nord/Süd). Die Stadt befindet sich circa 150 km südwestlich der US-amerikanischen Grenze.
Monterrey hat den Spitznamen la Ciudad de las Montañas („Stadt der Berge“), da die Stadt von Bergen umgeben ist und sich ihr südlicher Vorort San Pedro Garza García schon im Gebirge Sierra Madre Oriental befindet. Zwei kleine, erloschene Vulkane, Sierra del Topo und Topo Chico, befinden sich im Vorort San Nicolás de los Garza. Im Westen der Stadt erhebt sich der Sierra de las Mitras, der so heißt, weil sein Profil der Mitra eines Bischofs ähnelt. Im Osten dominiert der unverwechselbare Cerro de la Silla, dessen nördlicher Gipfel 1.820 m hoch ist. Südlich des Flusses Santa Catarina trennt der Loma Larga Monterrey von dem Vorort San Pedro Garza García. Nördlich des Flusses befindet sich der Sierra del Obispado, dessen Gipfel Standort des Bischofspalastes (Obispado) ist. An dieser Stelle fand eine der wichtigsten Schlachten des Mexikanisch-Amerikanischen Krieges statt.
Das Klima ist bis auf gelegentlich auftretende, heftige Regengüsse weitestgehend trocken. Die Jahresmitteltemperatur beträgt 22 Grad Celsius, in den Wintermonaten kann es zu starken Temperaturschwankungen innerhalb weniger Stunden kommen.
|                       | Jan  | Feb  | Mär  | Apr  | Mai  | Jun  | Jul  | Aug  | Sep   | Okt  | Nov  | Dez  |   |      |
| Mittl. Tagesmax. (°C) | 20,8 | 23,6 | 27,7 | 30,2 | 32,2 | 33,5 | 34,2 | 34,1 | 31,2  | 27,2 | 24,4 | 21,5 | ⌀ | 28,4 |
| Mittl. Tagesmin. (°C) | 8,0  | 10,0 | 14,2 | 17,3 | 20,3 | 22,0 | 22,0 | 22,1 | 20,7  | 17,1 | 13,0 | 9,0  | ⌀ | 16,3 |
|                       |      |      |      |      |      |      |      |      |       |      |      |      |   |      |
| Niederschlag (mm)     | 16,5 | 10,9 | 15,5 | 28,2 | 70,5 | 85,7 | 57,5 | 86,8 | 148,1 | 82,5 | 19,5 | 15,3 | Σ | 637  |
|                       |      |      |      |      |      |      |      |      |       |      |      |      |   |      |
| Sonnenstunden (h/d)   | 4,5  | 4,9  | 4,6  | 5,2  | 5,5  | 6,8  | 7,8  | 6,9  | 5,4   | 5,0  | 4,0  | 3,8  | ⌀ | 5,4  |
|                       |      |      |      |      |      |      |      |      |       |      |      |      |   |      |
| Regentage (d)         | 3,8  | 2,8  | 2,6  | 4,4  | 6,6  | 6,2  | 4,2  | 6,5  | 8,8   | 7,0  | 3,4  | 3,6  | Σ | 59,9 |
|                       |      |      |      |      |      |      |      |      |       |      |      |      |   |      |
| Luftfeuchtigkeit (%)  | 66   | 65   | 61   | 63   | 66   | 66   | 63   | 65   | 70    | 71   | 70   | 68   | ⌀ | 66,2 |

| 8,0 |

| 10,0 |

| 14,2 |

| 17,3 |

| 20,3 |

| 22,0 |

| 22,0 |

| 22,1 |

| 20,7 |

| 17,1 |

| 13,0 |

| 9,0 |

| 8,0 |

| 10,0 |

| 14,2 |

| 17,3 |

| 20,3 |

| 22,0 |

| 22,0 |

| 22,1 |

| 20,7 |

| 17,1 |

| 13,0 |

| 9,0 |

## Geschichte
Die Ciudad Metropolitana de Nuestra Señora de Monterrey wurde 1596 von Diego de Montemayor gegründet. Namensgebend war die spanische Stadt Monterrey. Zuvor waren an dieser Stelle bereits zweimal Siedlungen entstanden, die nicht lange existierten. Die erste hieß Santa Lucía und wurde 1577 durch den portugiesischen Konquistador Alberto del Canto gegründet. Die zweite Siedlung war San Luis Rey de Francia und wurde 1582 durch den Portugiesen Luis de Carvajal y de la Cueva angelegt, der von Philipp II. von Spanien mit der Gründung des vom Vizekönigreich Neuspanien unabhängigen Nuevo Reino de León beauftragt worden war. Nuevo León wurde später als Provinz Teil des Vizekönigreichs Neuspanien und bildet heute den gleichnamigen mexikanischen Bundesstaat. Monterrey war schon zu spanischen Kolonialzeiten Sitz des Gouverneurs.
Während des größten Teils seiner Geschichte war Monterrey eine Kleinstadt, die aber durch die Industrialisierung seit dem Ende des 19. Jahrhunderts zur Großstadt wurde. Noch 1905 hatte Monterrey lediglich 80.000 Einwohner. Wegen seiner Entfernung von den kolonialen und nationalen Zentren war Monterrey von den verschiedenen Konflikten der Geschichte Mexikos nur schwach betroffen. Dennoch wurde es im Mexikanisch-Amerikanischen Krieg am 24. Mai 1846 von US-amerikanischen Truppen eingenommen und bis 1848 besetzt gehalten.
Während der französischen Intervention in Mexiko musste die Hauptstadt Mexikos mehrmals verlegt werden. Vom 3. April bis zum 5. August 1864 war Monterrey deshalb durch ein Dekret des Präsidenten Benito Juárez Hauptstadt von Mexiko. Juárez war, verfolgt von den Truppen Kaiser Maximilians und der französischen Armee, nach Monterrey geflüchtet und hielt sich vom 11. Februar bis 15. August hier auf.
Im Jahr 2007 fand in Monterrey das Internationale Forum der Kulturen statt, welches vier Millionen Besucher anzog.

## Bevölkerungsentwicklung
Bevölkerungsentwicklung der Stadt
| Jahr | Einwohnerzahl |
| ---- | ------------- |
| 1990 | 1.068.996     |
| 1995 | 1.088.023     |
| 2000 | 1.110.909     |
| 2005 | 1.133.070     |
| 2010 | 1.135.512     |
| 2014 | 1.173.600     |

Bevölkerungsentwicklung der Metropolregion
| Jahr | Einwohnerzahl |
| ---- | ------------- |
| 1950 | 396.000       |
| 1960 | 735.000       |
| 1970 | 1.299.000     |
| 1980 | 2.049.000     |
| 1990 | 2.691.000     |
| 2000 | 3.405.000     |
| 2010 | 4.112.000     |
| 2017 | 4.633.000     |

## Städtepartnerschaften
Monterrey unterhält mit folgenden Städten Partnerschaften:
| Stadt                | Staat                        | seit |
| -------------------- | ---------------------------- | ---- |
| Aguascalientes       | Mexiko                       |      |
| Arequipa             | Peru                         |      |
| Arica                | Chile                        |      |
| Barcelona            | Spanien                      | 2001 |
| Barquisimeto         | Venezuela                    |      |
| Bethlehem            | Palästina                    | 1999 |
| Bilbao               | Spanien                      | 1993 |
| Canberra             | Australien                   |      |
| Canton               | Vereinigte Staaten           | 2011 |
| Chicago              | Vereinigte Staaten           |      |
| Concepción           | Chile                        | 1997 |
| Corpus Christi       | Vereinigte Staaten           | 1993 |
| Dallas               | Vereinigte Staaten           | 1992 |
| Dubai                | Vereinigte Arabische Emirate |      |
| Dublin               | Irland                       |      |
| Fort Worth           | Vereinigte Staaten           |      |
| General Santos       | Philippinen                  |      |
| Guadalajara          | Mexiko                       |      |
| Guatemala-Stadt      | Guatemala                    | 1998 |
| Haifa                | Israel                       |      |
| Hamilton             | Kanada                       | 1993 |
| Holguín              | Kuba                         |      |
| Houston              | Vereinigte Staaten           | 1992 |
| Iași                 | Rumänien                     | 1993 |
| Juchitán de Zaragoza | Mexiko                       |      |
| Kapstadt             | Südafrika                    | 2016 |
| Lansing              | Vereinigte Staaten           |      |
| Linz                 | Österreich                   |      |
| Marikina             | Philippinen                  |      |
| McAllen              | Vereinigte Staaten           | 1999 |
| Medellín             | Kolumbien                    | 2014 |
| Mendoza              | Argentinien                  |      |
| Mexiko-Stadt         | Mexiko                       |      |
| Monterrei            | Spanien                      | 1999 |
| Montreal             | Kanada                       |      |
| Olongapo City        | Philippinen                  | 1993 |
| Orlando              | Vereinigte Staaten           | 1995 |
| Pilsen               | Tschechien                   | 2002 |
| Porto                | Portugal                     |      |
| Riohacha             | Kolumbien                    |      |
| Rosario              | Argentinien                  | 1994 |
| Saltillo             | Mexiko                       |      |
| San Antonio          | Vereinigte Staaten           | 1953 |
| San Pedro Sula       | Honduras                     | 2008 |
| San Salvador         | El Salvador                  |      |
| São Paulo            | Brasilien                    |      |
| Seraing              | Belgien                      |      |
| Shawinigan           | Kanada                       |      |
| Shenyang             | Volksrepublik China          | 2015 |
| Sofia                | Bulgarien                    |      |
| Surabaya             | Indonesien                   | 2001 |
| Trujillo             | Peru                         |      |
| Udine                | Italien                      |      |
| Valledupar           | Kolumbien                    |      |
| Valencia             | Venezuela                    |      |

## Kultur und Sehenswürdigkeiten
Baudenkmäler

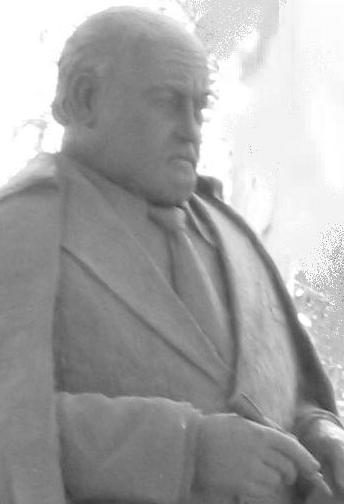
Alfonso Reyes, Denkmal, Monterrey

- Die Kathedrale ist das bedeutendste sakrale Bauwerk der Stadt.
- El Palacio del Obispado, der Bischofspalast, der ein Heimatmuseum beherbergt
- La Gran Plaza oder Macroplaza, der Hauptplatz und einer der größten der Welt (doppelt so groß wie der Rote Platz in Moskau, 6× so groß wie der Zocalo in Mexiko-Stadt, 5,5 mal so groß wie der Platz vor dem Petersdom)
- La Bandera Monumental, 250 kg schwere Flagge Mexikos weht über dem Cerro del Obispado
- El Faro del Comercio, der „Leuchtturm“ der Handelskammer
- La Basílica del Roble, eine der drei Basiliken der Stadt
- El Palacio de Gobierno, Amtssitz des Gouverneurs
- Das Geschichtsmuseum (El Museo de Historia), mit einer großen Sammlung von Kunstwerken aus der präkolumbischen Zeit bis heute
- MARCO, Museum der zeitgenössischen Kunst
- die Brauerei La Cervecería Cuauhtémoc Moctezuma mit ihren Gebäuden aus dem 19. Jahrhundert, Ort der mexikanischen Baseball-Ruhmeshalle

## Universitäten und Hochschulen
Monterrey gilt als eine der attraktivsten Universitätsstädte Mexikos mit internationalen Hochschulen wie z. B. die Tec (Institut für Technologische und Höhere Studien Monterrey) und die Universidad Autonoma de Nuevo León (UANL), die Autonome Universität von Nuevo León.

## Wirtschaft

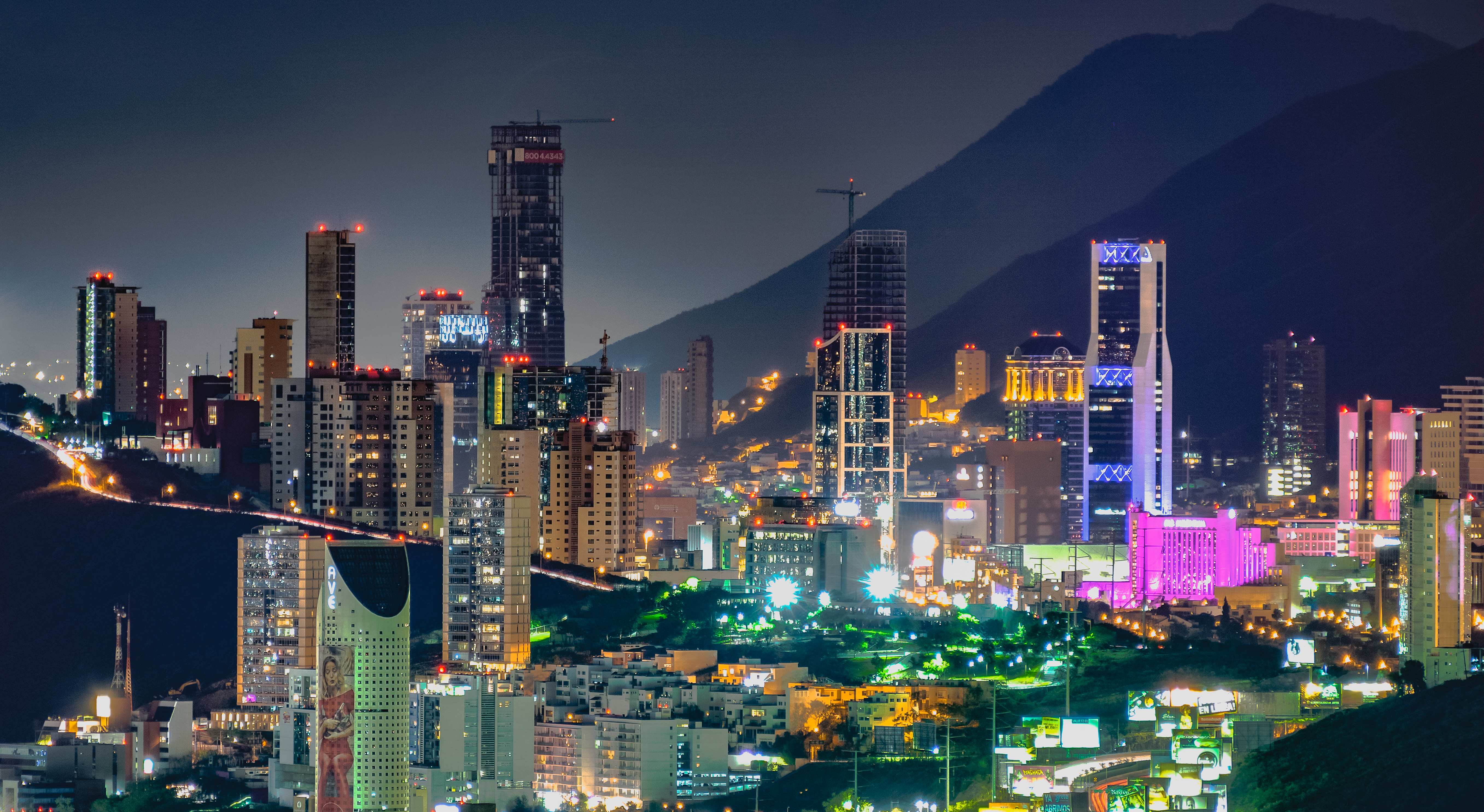
Monterrey ist ein wichtiges Wirtschaftszentrum

Laut einer Studie aus dem Jahr 2014 erwirtschafte der Großraum Monterrey ein Bruttoinlandsprodukt von 122,9 Milliarden US-Dollar in Kaufkraftparität. In der Rangliste der wirtschaftsstärksten Metropolregionen weltweit belegte er damit den 110. Platz und den zweiten Platz in Mexiko. Das BIP pro Kopf lag bei 28.290 US-Dollar (KKP). In einer Rangliste der Städte nach ihrer Lebensqualität belegte Monterrey im Jahre 2018 den 112. Platz unter 231 untersuchten Städten weltweit. Monterrey erreichte eine bessere Platzierung als die Hauptstadt Mexiko-Stadt, die den 129. Platz belegte. Trotz dieser Umstände sind die reichsten Familien des Landes in Mexiko-Stadt wohnhaft und nicht in Monterrey.
Monterrey ist einer der bedeutendsten Industriestandorte Lateinamerikas (u. a. mit den Produkten Bier, Glas, Stahl, Baustoffe und Finanzwesen). Carta Blanca, Bohemia, Sol, Casta, Indio, XX und Nochebuena sind Biersorten, die in Monterrey von der Cervecería Cuauhtémoc Moctezuma hergestellt werden. Vitro betreibt hier eine der wichtigsten Glasfabriken Nordamerikas. Cemex, ein weltweit tätiger Großkonzern, der Zement, Beton und andere Baustoffe herstellt, hat seine Zentrale in der Stadt genauso wie Banorte, die einzige Großbank in Mexiko, die von Mexikanern geführt wird. Ein führender Stahlkonzern war die Compañía Fundidora de Fierro y Acero de Monterrey, bekannter unter dem Namen Fundidora, dieser brach jedoch Mitte der 1980er-Jahre zusammen. Die Gebäude der Fundidoria-Werke wurden in den attraktiven Fundidoria-Park umgewandelt, in dem jedes Jahr ein Champ-Car-Rennen stattfindet.
Seit 2024 produziert die Firma Bosch als erste Produktionsstätte für Haushaltsgeräte in Monterrey Kühlschränke. Weitere internationale Unternehmen mit Hauptsitz in Monterrey sind u. a. Magna Powertrain, und Femsa. 2023 wurde der Bau einer Tesla Gigafactory 6 des Elektroauto-Herstellers Tesla, Inc. angekündigt, die in der Nähe von Monterrey errichtet werden soll. Unilever kündigte ebenfalls an, in ein neues Werk am Stadtrand von Monterrey für die Herstellung von Schönheits- und Körperpflegeprodukten zu investieren.

## Verkehr
Der internationale Flughafen General Mariano Escobedo liegt 24 km nordöstlich der Stadt.

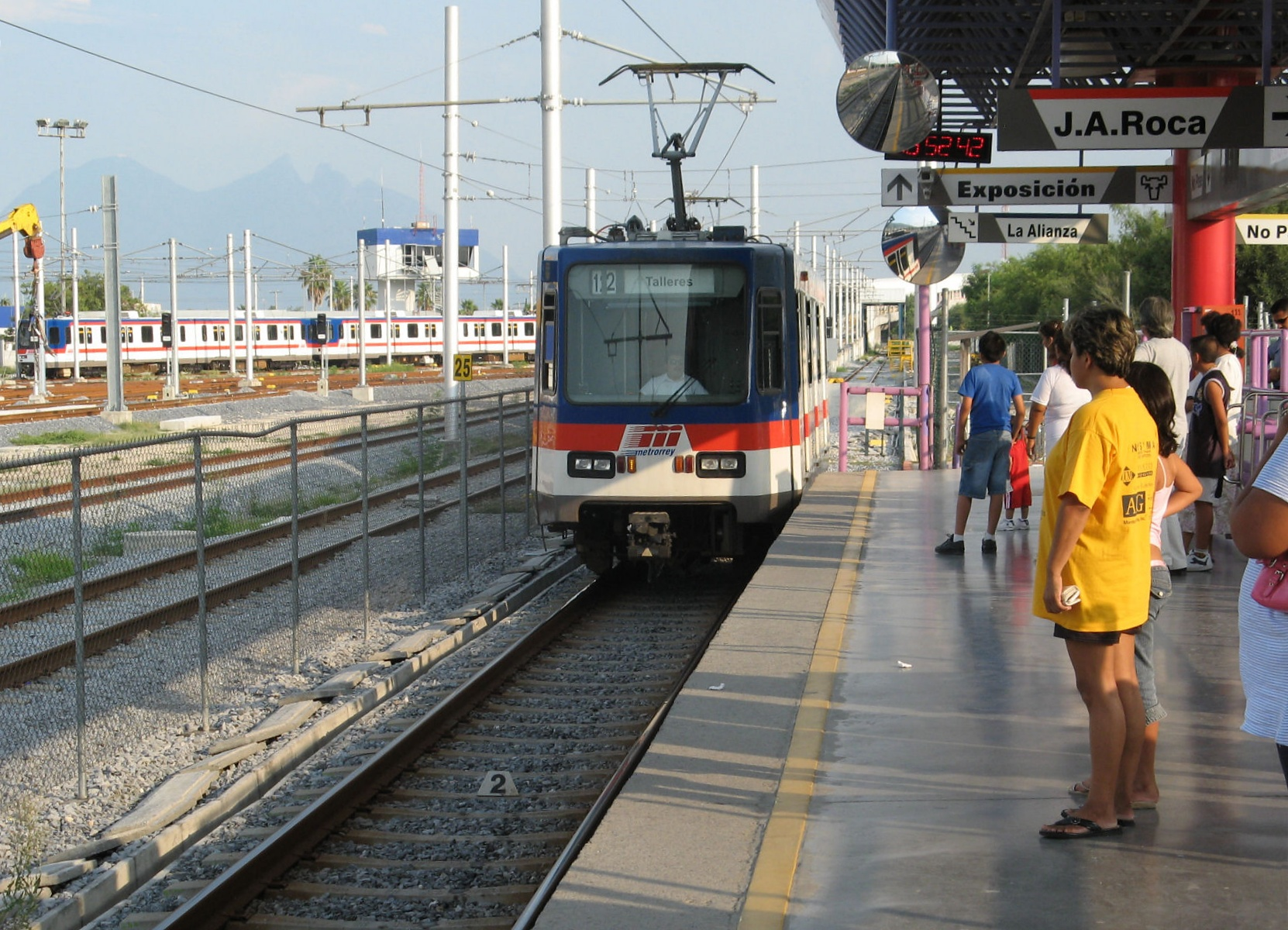
Monterreys Stadtbahn ist das Rückgrat im Nahverkehr der Stadt.

Im Öffentlichen Personennahverkehr wird Monterrey durch die nach deutschen Parametern errichtete Stadtbahn  „Metrorrey“ (Monterrey Metro) mit drei Linien erschlossen.

## Kriminalität
- Im August 2011 wurden bei einem Brandanschlag auf das Casino Royale in Monterrey 52 Menschen getötet. Die Tat stand im Zusammenhang mit dem Drogenkrieg in Mexiko.
- Im Mai 2012 wurden in der Nähe von Monterrey 49 Menschen verstümmelt und tot aufgefunden. Die Hintergründe werden im örtlichen Drogenkrieg vermutet.[13]
- Auch die in Monterrey befindliche Justizvollzugsanstalt Nuevo León gerät ob der dort herrschenden Zustände immer wieder in die Schlagzeilen.

## Söhne und Töchter der Stadt
- Santiago de los Santos Garza Zambrano (1837–1907), Erzbischof von Linares o Nuevo León
- Alfonso Reyes (1889–1959), Dichter
- Fernando Fernández (1916–1999), Schauspieler, Sänger, Drehbuchautor und Regisseur
- Alfonso Martínez Domínguez (1922–2002), Politiker
- Alfonso de Jesús Hinojosa Berrones (1924–2017), römisch-katholischer Geistlicher, Bischof von Ciudad Victoria
- Adriana Roel (1934–2022), Schauspielerin
- Joe Wizan (1935–2011), US-amerikanischer Filmproduzent
- Antonio Duque (* 1939), Radrennfahrer
- Alonso Gerardo Garza Treviño (* 1947), Bischof von Piedras Negras
- Miguel Ángel Alba Díaz (* 1951), Bischof von La Paz en la Baja California Sur
- José Horacio Gómez (* 1951), mexikanisch-US-amerikanischer Geistlicher und Erzbischof von Los Angeles
- José Manuel Garza Madero (* 1952), Weihbischof in Monterrey
- Héctor García-Molina (1953–2019), US-amerikanischer Informatiker und Professor an der Stanford University
- Celso Piña (* 1953), Musiker
- Adal Ramones (* 1961), Fernsehmoderator und -produzent, Regisseur und Komiker
- Jorge Alberto Cavazos Arizpe (* 1962), Erzbischof von San Luis Potosí
- Raúl Alcalá (* 1964), Radrennfahrer
- Edith González (1964–2019), Schauspielerin und Tänzerin
- Hilario González García (* 1965), Bischof von Saltillo
- Manuel Uribe (1965–2014), schwerster Mensch der Welt
- Juan Carlos Arcq Guzmán (* 1966), Bischof von Tacámbaro
- Alfonso Gerardo Miranda Guardiola (* 1966), Bischof von Piedras Negras
- Héctor Mario Pérez Villareal (* 1970), Weihbischof in Mexiko-Stadt
- Julio César García Almaraz (* 1976), Fußballspieler und -trainer
- Roberto González junior (* 1976), Automobilrennfahrer
- Carlos Alberto Santos García (* 1976), römisch-katholischer Geistlicher und ernannter Weihbischof in Monterrey
- Blanca Soto (* 1979), Schauspielerin
- David Martínez (* 1981), Automobilrennfahrer
- Diana García (* 1982), Schauspielerin
- Kat Von D (* 1982), Tattookünstlerin, Fernsehdarstellerin und Autorin
- Alfonso Herrera (* 1983), Sänger und Schauspieler
- Carla Medina (* 1984), Schauspielerin, Moderatorin und Sängerin
- Daniel Garza (* 1985), Tennisspieler
- Gabriel Angulo (* 1987), Schauspieler und Model
- Pablo Santos (1987–2006), Schauspieler und Produzent
- Jesús Eduardo Zavala (* 1987), Fußballspieler
- David Garza Pérez (* 1988), Automobilrennfahrer
- Yvonne Treviño (* 1989), Weitspringerin
- José Said Salazar Almaguer (* 1991), Architekt
- Sofía Arreola (* 1991), Radrennfahrerin
- Esteban Gutiérrez (* 1991), Automobilrennfahrer
- Rocío Alemán (* 1992), Balletttänzerin
- Mariana Avitia (* 1993), Bogenschützin
- Ingrid Drexel (* 1993), Radsportlerin
- Diego del Real (* 1994), Leichtathlet
- Sofia Reyes (* 1995), Sängerin
- Luis Ramón Garrido (* 1996), Badmintonspieler
- José Gutiérrez (* 1996), Autorennfahrer
- Juan Celaya (* 1998), Wasserspringer
- Katty Martínez (* 1998), Fußballspielerin
- Patricio O’Ward (* 1998), Automobilrennfahrer
- Daniela Villarreal (* 2000) / Paulina Villarreal (* 2002) / Alejandra Villarreal (* 2004), Musikerinnen der Rockband The Warning
- Victoria Velasco (* 2002), Radrennfahrerin